# (14) Irene
(14) Irene – jedna z większych planetoid z pasa głównego.

## Odkrycie
Planetoida została odkryta przez Johna Russella Hinda 19 maja 1851 roku w Londynie.
Jej nazwa pochodzi od mitologicznej Ejrene bogini pokoju, jednej z Hor, córki Zeusa i Temidy.

## Orbita
Orbita (14) Irene jest nachylona do płaszczyzny ekliptyki pod kątem 9,13°. Na jeden obieg wokół Słońca ciało to potrzebuje 4 lata i 61 dni, krążąc w średniej odległości 2,59 j.a. od Słońca. Średnia prędkość orbitalna tej asteroidy to ok. 18,40 km/s.

## Właściwości fizyczne
(14) Irene ma średnicę szacowaną na ok. 155 km lub ok. 152 km. Jej albedo wynosi około 0,16, a jasność absolutna około 6,54m. Średnia temperatura na jej powierzchni sięga 170 K. Planetoida ta zalicza się do asteroid typu S.